# The Pearl of Africa
Pour plus de détails, voir Fiche technique et Distribution.
The Pearl of Africa est un film documentaire réalisé par Jonny von Wallström sur la vie de Cleopatra Kambugu, une femme transgenre ougandaise.

## Synopsis
Le film est d'abord paru sous forme de websérie en plusieurs épisodes. Le documentaire suit le voyage de Cleopatra et de son compagnon Nelson. Cleopatra a décidé de se faire opérer en Thaïlande, afin qu'ils puissent vivre ouvertement leur amour. Elle avait dû quitter l'Ouganda et se réfugier au Kenya après qu'un journal ait publié son nom, lui faisant perdre son emploi et l'exposant aux violences.
Le documentariste les suit, et recueille les témoignages de sa famille et de son compagnon. Le film montre aussi les conditions de vie difficiles pour les LGBT alors que passe au même moment une Loi anti-homosexualité en Ouganda, tout en apportant un message d'espoir. Après l'opération, Cleopatra ne parvient pas à obtenir de changement d'état civil et repart avec Nelson vivre au Kenya.

## Récompenses et distinctions
- Hot Docs 2016 : nommé au prix du meilleur documentaire[5]
- North queer film festival 2016 : meilleur film à thématique transgenre et prix du public[6]